# شهرک سفیر امید
شهرک سفیر امید یکی از شهرک‌های شهر تبریز است و در کنار محلهٔ منظریه تبریز و در حوزهٔ استحفاظی شهرداری منطقه ۷  این شهر واقع شده‌است. این شهرک در سال ۱۳۸۹ از شهرک طالقانی به این اسم تغییر نام داده‌است.
از اماکن عمومی این شهرک می‌توان به مجتمع فرهنگی دکتر مبین اشاره کرد که دارای کتابخانه عمومی، سالن تئاتر و خانهٔ اسباب‌بازی است. همچنین در پارک کوثر این شهرک که جای مناسبی برای پیاده‌روی است، شهربازی کوثر و سالن ورزشی امید قرار دارد که امکانات مناسبی را برای تفریح جوانان فراهم کرده‌است.

## اماکن مذهبی
- مسجد امام حسین

## مراکز تفریحی و استراحتی
- مجتمع فرهنگی دکتر مبین
- شهربازی پارک کوثر
- سالن ورزشی امید

## مراکز درمانی
- کلینک ابن سینا